# عمارة وفن مسيحي مبكر
العمارة والفن المسيحي المبكر أو الفن المسيحي القديم هو الفن الذي أنتجه المسيحيون أو الفن الذي كان تحت الرعاية المسيحية منذ الفترة الأولى للمسيحيين حتى -اعتمادًا على التعريف المستخدم- الفترة ما بين عامي 260 و525. من الناحية العملية، نجا الفن المسيحي الذي ينتمي للقرن الثاني وما بعده. يُصنف الفن المسيحي بعد عام 550 على أبعد تقدير على أنه بيزنطي أو من نوع محلي آخر.
من الصعب معرفة الفترة التي بدأ فيها الفن المسيحي بشكل واضح. ربما كان المسيحيون قبل عام 100 مقيدين بإنتاج أعمال فنية راسخة بسبب موقعهم كمجموعة مضطهدة. قد يعود السبب في عدم وجود فن على قيد الحياة، نقص أموال الرعاية والأعداد الصغيرة من المتابعين المهتمين بالفن، نظرًا لأن المسيحية كانت الديانة التي تتبعها طبقات المجتمع الدنيا إلى حد كبير خلال هذه الفترة. قد تكون القيود التي فرضها العهد القديم على إنتاج الصور المنحوتة (تمثال أو صنم محفور في الخشب أو الحجر) منعت المسيحيين من إنتاج الفن أيضًا. ربما صنع المسيحيون أو اشتروا فنًا باستخدام الأيكونغرافيا الوثنية.
استخدمت المسيحية المبكرة نفس الوسائط الفنية للثقافة الوثنية المحيطة. تضمنت هذه الوسائط التصوير الجصي والفسيفساء والنحت والمخطوطات المذهبة. لم يستخدم الفن المسيحي المبكر الأشكال الرومانية فحسب، بل استخدم الأساليب الرومانية أيضًا. تضمن النمط الكلاسيكي المتأخر صورة متناسبة لجسم الإنسان وعرضًا انطباعيًا للفضاء. يظهر النمط الكلاسيكي المتأخر في اللوحات الجدارية المسيحية المبكرة، مثل تلك الموجودة في سراديب الموتى في روما، والتي تشمل معظم الأمثلة على الفن المسيحي المبكر.
تبنى الفن والعمارة المسيحية المبكرة الزخارف الفنية الرومانية وأعطيا معاني جديدة لكل ما اعتُبر رمزًا وثنيًا. من بين الزخارف المعتمدة الطاووس والكرمة النبيذية و«الراعي الصالح». طور المسيحيون الأوائل الأيكونغرافيا الخاصة بهم، فعلى سبيل المثال لم يستعيروا رموزًا مثل الأسماك من الأيكونغرافيا الوثنية.
قسم الباحثون الفن المسيحي المبكر إلى فترتين: قبل وبعد مرسوم ميلانو لعام 313، ما جلب ما يُسمى انتصار الكنيسة في عهد قسطنطين، أو مجمع نيقية الأول في عام 325. سُميت الفترة السابقة ما قبل القسطنطينية أو فترة ما قبل نيقية وبعد ذلك بفترة المجامع المسكونية السبعة الأولى. تعد نهاية فترة الفن المسيحي المبكر التي يعرفها مؤرخو الفن على أنها وقعت في القرنين الخامس والسابع، فترة جيدة ومتأخرة عن نهاية الفترة المسيحية المبكرة كما عرفها اللاهوتيون ومؤرخو الكنيسة، والتي تُعتبر في كثير من الأحيان أنها انتهت في عهد قسطنطين نحو 313- 325.

## الرموز
كان الفن المسيحي غاضبًا وغامضًا أثناء فترة اضطهاد المسيحيين في ظل الإمبراطورية الرومانية، فقد استخدموا التصوير نفسه الذي اتبعته الثقافة الوثنية، لكن مع احتوائه على معنى خاص بالنسبة للمسيحيين. يعود الفن المسيحي الناجي إلى الفترة بين أواخر القرن الثاني وحتى أوائل القرن الرابع على جدران المقابر المسيحية في سراديب الموتى في روما. أما من الأدلة الأدبية، ربما كانت هناك أيقونات لوحية قد اختفت، مثل كل اللوحات الكلاسيكية تقريبًا. في البداية، مُثل المسيح بشكل غير مباشر من خلال رموز الرسم الصوري مثل سمكة المسيح أو طاووس أو حمل الله أو مرساة (اللبرومة أو كاي رو جاءا نتيجة تطور لاحق). استُخدمت رموز جسدية في وقت لاحق بما في ذلك يونس، التي اعتبرت الأيام الثلاثة التي قضاها في بطن الحوت الفترةَ الفاصلة بين وفاة يسوع وقيامته، أو دانيال في عرين الأسد، أو سحر أورفيوس للحيوانات. صُوِّر «الراعي الصالح» في مشاهد الأدب الرعوي بهيئة شاب دون لحية يجمع الأغنام، وهي أكثر الصور شيوعًا، وربما لم تُفهم على أنها صورة ليسوع التاريخي. تحمل هذه الصور بعض التشابه مع تصوير شخصيات كوروس في الفن اليوناني الروماني. يُلاحظ «الغياب شبه الكامل للتصوير عن الآثار المسيحية في فترة اضطهاد الصليب البسيط غير المزين» إلا من خلال الشكل المتخفي للمرساة. لم يُمثَّل الصليب الذي يرمز لصلب المسيح بشكل صريح لعدة قرون، ربما لأن الصليب كان عقابًا يُطبق على المجرمين العاديين، ولأن المصادر الأدبية أشارت إليه على أنه رمز مسيحي على وجه التحديد، كإشارة إلى أنه من صنع المسيحيين منذ وقت مبكر جدًا وحتى الآن.
ربما كان المفهوم الشائع بأن سراديب الموتى المسيحيين كانت «سرية» أو أنها اضطرت إلى إخفاء انتمائها، خاطئًا. كانت سراديب الموتى مشاريع تجارية كبيرة، عادة ما تقع قبالة الطرق الرئيسية في المدينة وكان وجودها معروفًا للجميع. ربما امتلكت الطبيعة الرمزية غير المألوفة للعديد من الزخارف البصرية المسيحية القديمة، وظيفة تقديرية في سياقات أخرى، ولكنها ربما عكست في المقابر عدم وجود أي تصانيف أخرى من الأيكونغرافيا المسيحية.
ترمز الحمامة للسلام والنقاء. يمكن العثور عليها بهالة أو ضوء سماوي. تمثل الحمامة الروح في واحدة من أقدم صور الثالوث المعروفة «عرش الله كصورة ثالوثية» (نحت رخامي نافر نُفذ في عام 400 م ضمن مجموعة مؤسسة التراث الثقافي). تحلق الحمامة فوق عرش فارغ يمثل الله، ويوجد في العرش كلاميد (عباءة) وإكليل يمثل الابن. استخدم قسطنطين الأول الرمز كاي رو لأول مرة، وهما الحرفان الأوليان من اسم المسيح في اللغة اليونانية.

## المسيحية قبل عام 313
عارض تحليل بول كوربي فيني للكتابات المسيحية المبكرة والبقايا المادية (1994)، الافتراض العام الذي ينص على أن المسيحية المبكرة كانت معادية للرمزية وللصور الدينية من الناحيتين النظرية والتطبيقية حتى عام 200 تقريبًا. يميز هذا ثلاثة مصادر مختلفة للمواقف التي أثرت على المسيحيين الأوائل بشأن هذه المسألة: «أولًا أنه يمكن للبشر امتلاك رؤيا مباشرة لله، ثانيًا أنهم لا يملكون هذه القدرة، وثالثًا، أنه على الرغم من قدرة البشر رؤية الله، إلا أنه من الأفضل لهم ألا ينظروا إليه، ويُمنعون منعًا باتًا من تمثيل ما يرونه». تُستمد هذه المصادر من الديانات الوثنية في اليونان والشرق الأدنى ومن الفلسفة اليونانية القديمة، ومن التقاليد اليهودية والعهد القديم. يشير فيني إلى أنه من بين الثلاثة «بشكل عام فإن كره إسرائيل للصور المقدسة أثّر على المسيحية المبكرة بشكل كبير وأقل بكثير من تأثيرها على التقاليد الفلسفية اليونانية المتمثلة في الإله غير المرئي»، وبالتالي كان التركيز على الخلفية اليهودية لمعظم المسيحيين الأوائل أقل من التركيز على معظم الروايات التقليدية.. يقترح فيني أن «أسباب عدم ظهور الفن المسيحي قبل عام 200 لا علاقة لها بالكره المبدئي للفن، أو بغيرها من الظواهر الكونية أو معاداة المادية، بل إن الحقيقة بسيطة ودنيوية للغاية وهي أن المسيحيين افتقروا إلى الأرض ورأس المال اللذين تطلبهما الفن، وما إن حصلوا على الأرض والمال حتى بدؤوا بتجربة أشكالهم الفنية المميزة».
هناك رسومات من المشاهد التوراتية المتضمنة شخصية يسوع وشخصية المسيح بصفته الراعي الصالح في كنيسة دورا أوربوس نحو 230- 256، وهي الكنيسة التي تمتلك الحالة الأفضل بين الكنائس المبكرة الناجية. كان المبنى عبارة عن منزل طبيعي يُستخدم ككنيسة. تعود أقدم اللوحات في سراديب الموتى في روما إلى بضعة عقود مضت، وهي تمثل أكبر مجموعة من الأمثلة على الفن المسيحي ما قبل القسطنطينية، مع مئات الأمثلة التي تزين المقابر أو غرف المقابر العائلية. يعد الكثير منها رموزًا بسيطة ولكن العديد من اللوحات تُظهر شخصيات في وضعية الصلاة أو رموزًا لإناث تصلي، عادة ما تمثل الشخص المتوفى أو أشكالًا أو مشاهد مختصرة من التاريخ المقدس أو المسيحي.

## معرض صور

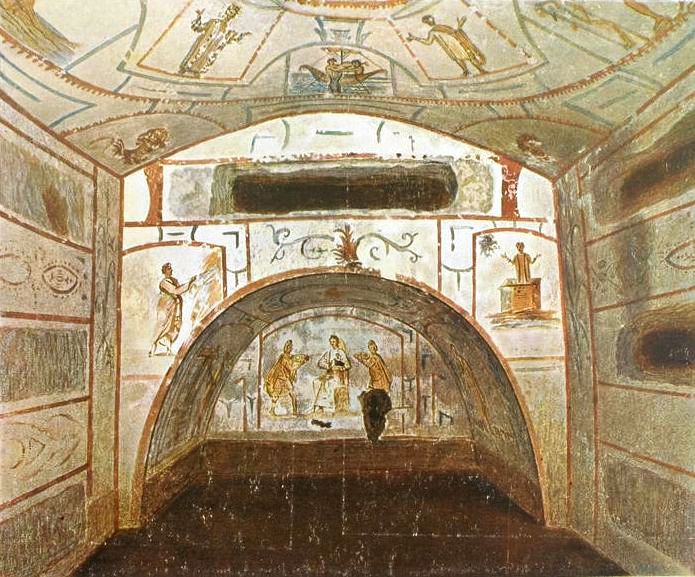
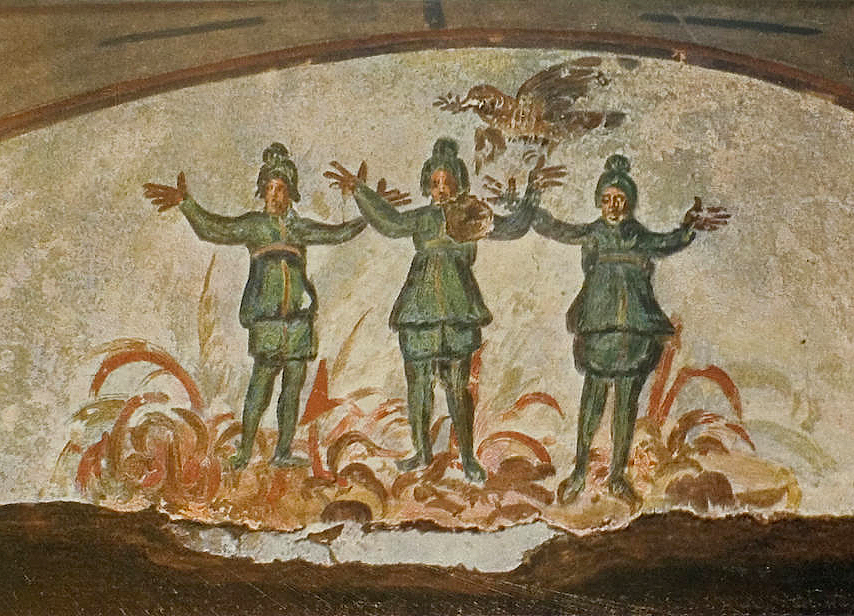
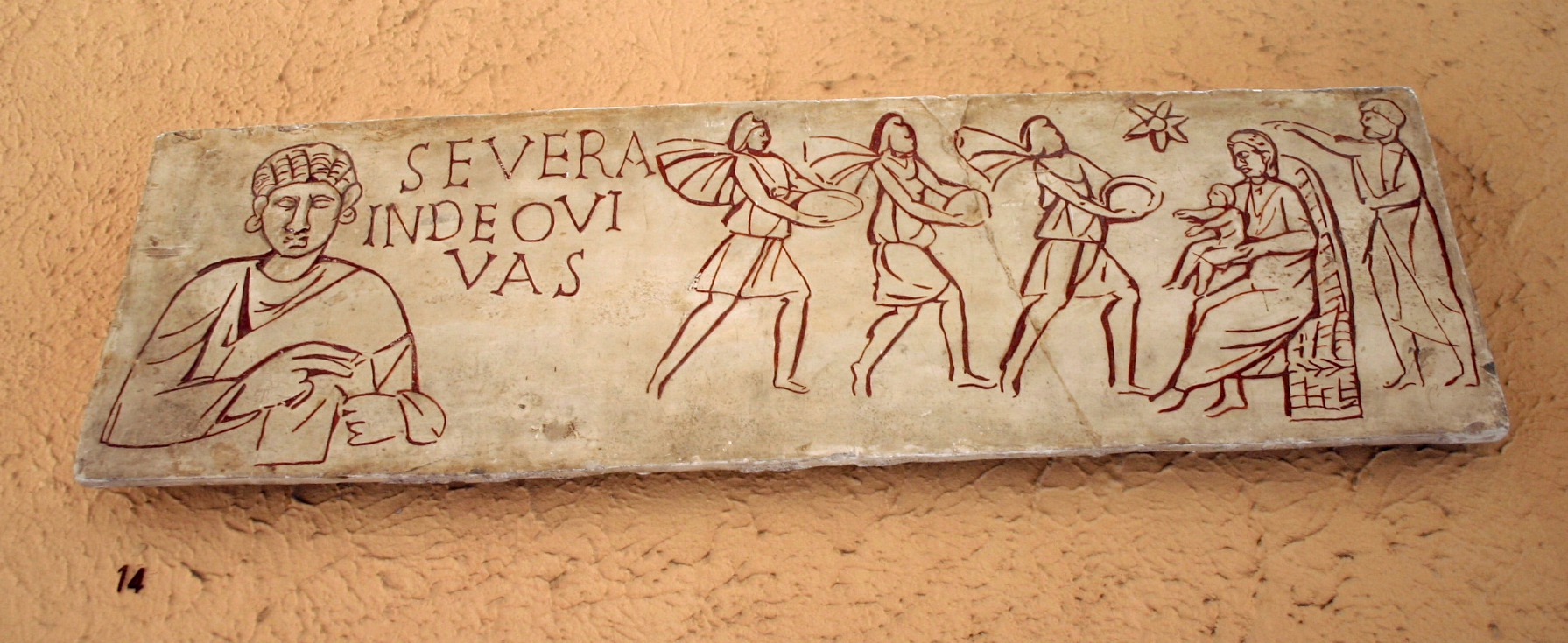
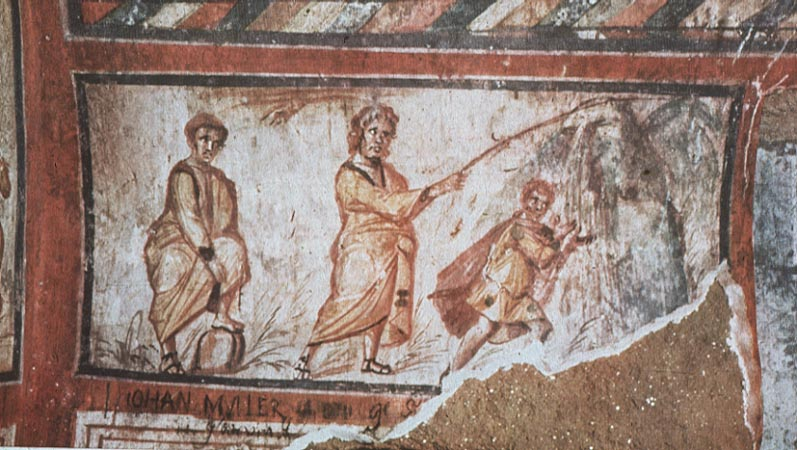